# Frizzle
Frizzle er en hønserace, der stammer fra Asien. Racens engelske navn betyder krøllet og hentyder til dens fjerdragt, som er usædvanlig på den måde, at fjerene vender omvendt, hvilket gør, at den ikke tåler vådt vejr, derfor bør den ikke holdes ude, når der er fare for nedbør. –Denne krøllethed optræder dog også som variant hos andre racer.
Hanen vejer 3.2 – 3.0 kg og hønen vejer 2.3 – 2.7 kg. De lægger cremefarvede æg. Racen findes også i dværgform.